# Societat General d'Electricitat
La Societat General d'Electricitat és un edifici del centre de Terrassa (Vallès Occidental), situat a la cantonada dels carrers de la Unió i de Joan Coromines, protegit com a bé cultural d'interès local.

## L'edifici
És un edifici de caràcter industrial format per dues naus de planta rectangular i unides longitudinalment, una de les quals de majors proporcions i qualitat que l'altra. La nau principal, de doble alçada, és coberta amb voltes a la catalana, de revoltó, atirantades, que donen un joc de cobertes sinuoses que deixen a cada inflexió una eixida del baixant del desguàs. Als panys de paret que queden entre aquest ritme de baixants s'hi obren un finestral a nivell de planta i un grup de tres finestres de ventilació al cim. Totes les obertures són d'arc carpanell i fetes amb maó, així com la cornisa de remat que segueix la sinuositat de les cobertes. Tot l'edifici està vestit amb maó vist. A l'interior resta un tros de sòcol original de ceràmica vidriada. La segona nau, de menys alçada, també és feta amb coberta a la catalana i maó vist.

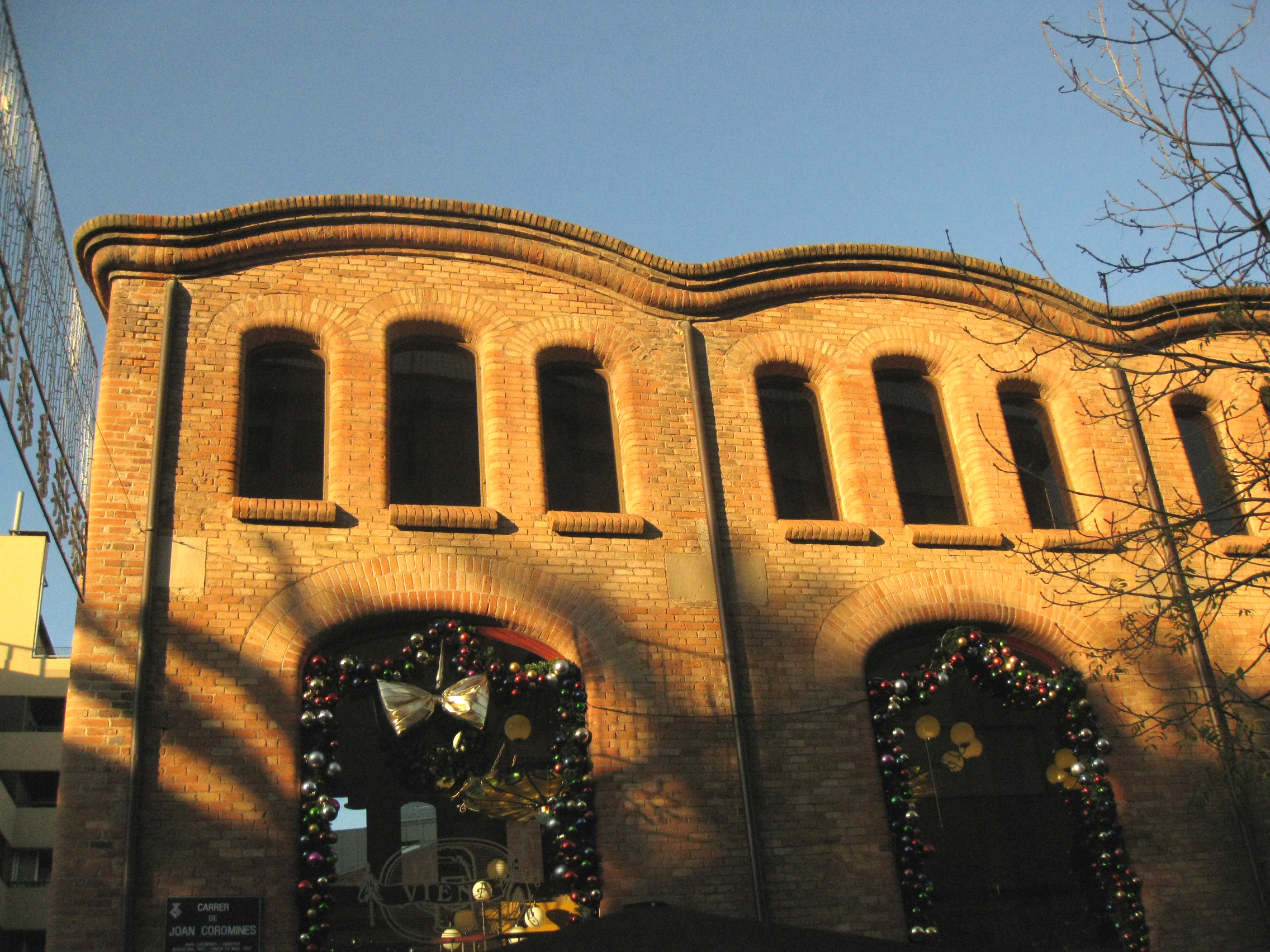
Detall de la façana del carrer de Joan Coromines

A la façana té un rètol de trencadís amb el nom de la companyia. Després d'estar tancat durant molts anys, actualment al seu interior hi ha un restaurant de la cadena Viena.

## La Societat General d'Electricitat
La Societat General d'Electricitat es va crear l'any 1896 al carrer Cremat, per produir electricitat i arrendar-la per a l'enllumenat públic, per a ús particular i per a altres usos. La societat es va constituir amb 60.000 pessetes de capital, en accions de 250 pessetes cada una, i el gerent n'era Jaume Parrot. El 31 de gener la central elèctrica començà a subministrar fluid elèctric per a l'enllumenat als seus abonats, que eren famílies acomodades, ja que costava 70 cèntims el kWh. Funcionava a partir d'un generador de vapor, tres motors de gas Crossley i unes quantes dinamos Crompton; en total, 14.600 candeles a plena potència que generaven 34.080 watts.
La Societat va construir una nova central productora al carrer de la Unió, l'edifici actual, obra de Lluís Muncunill, inaugurat el 1908, amb elements característics d'algunes de les seves fàbriques industrials: coberta amb volta de maó pla i parament de maó vist. La Societat va instal·lar el 1911 un nou motor amb dinamo de 100 CV per respondre a l'augment de la demanda de fluid local, i també contracta fluid de la Companyia Barcelonesa d'Electricitat. És l'època en què comencen a demanar fluid elèctric les empreses tèxtils, que van abandonant les antigues màquines de vapor.
Fins aleshores la Societat General d'Electricitat tenia el monopoli de la producció del fluid elèctric a Terrassa, però el 1912 hi va entrar en competència la societat Energia Elèctrica de Catalunya i, més endavant, també Regs i Força de l'Ebre, que va acabar comprant les dues primeres societats amb què es repartia les zones entre Terrassa, Sabadell i Manresa. La nova societat va conservar el nom originari de Societat General d'Electricitat. L'any 1952 va ser adquirida per la FECSA. El 2002 l'edifici fou reformat per transformar-lo en un establiment de restauració.